# Planeta dos Homens
Planeta dos Homens foi um programa humorístico produzido pela Rede Globo e exibido semanalmente de 1976 a 1982[carece de fontes?], às 21h. Textos de Jô Soares, Max Nunes, Hilton Marques, Haroldo Barbosa, Afonso Brandão, Luis Fernando Veríssimo, Redi, Sérgio Rabello, Alfredo Camargo e J. Rui e direção de Paulo Araújo. Ia ao ar às segundas-feiras.

## Elenco
| Ator                 | Personagem                                |
| -------------------- | ----------------------------------------- |
| Agildo Ribeiro       | Dr. Cabral / Aquiles Arquelau             |
| Alcione Mazzeo       |                                           |
| Álvaro Aguiar        |                                           |
| Ângela Vieira        |                                           |
| Antônio Carlos Pires |                                           |
| Berta Loran          | Aurélia                                   |
| Bia Nunnes           |                                           |
| Carlos Leite         |                                           |
| Carlos Poyart        |                                           |
| Cecil Thiré          |                                           |
| Clarice Piovesan     | Kika                                      |
| Cláudia Jimenez      |                                           |
| Cláudio Savietto     |                                           |
| Costinha             |                                           |
| Eliezer Motta        | Batista (sacristão)                       |
| Fabíola Francarolli  |                                           |
| Fúlvio Stefanini     |                                           |
| Haílton Faria        |                                           |
| Inês Galvão          |                                           |
| Ísis de Oliveira     |                                           |
| Jô Soares            | Dr. Sardinha / Dr. Rafael / Irmão Carmelo |
| José Panamas         |                                           |
| Leina Krespi         |                                           |
| Lícia Magna          |                                           |
| Lídia Mattos         |                                           |
| Luís Carlos Miele    |                                           |
| Luís Delfino         |                                           |
| Luiz Pini            |                                           |
| Macedo Neto          |                                           |
| Marlene Silva        |                                           |
| Marília Pêra         |                                           |
| Milton Carneiro      | Dom Quixote                               |
| Miriam Mehler        |                                           |
| Nuno Leal Maia       |                                           |
| Orival Pessini       | Charles / Gibinha / Sócrates              |
| Paulo Pinheiro       |                                           |
| Paulo Silvino        | apresentador da Rádio Cruzeiro            |
| Pedro Farah          | Múmia Paralítica (Copeiro)                |
| Priscila Camargo     |                                           |
| Regina Vianna        |                                           |
| Renata Fronzi        |                                           |
| Ricardo Petraglia    |                                           |
| Roberto Azevêdo      |                                           |
| Sílvia Bandeira      | Belinha                                   |
| Sônia Mamede         |                                           |
| Stênio Garcia        | Xuxu                                      |
| Thereza Mascarenhas  |                                           |
| Tony Ferreira        |                                           |
| Wilma Dias           |                                           |

## Curiosidades
A abertura de Planeta dos Homens tornou-se clássica, mostrando uma bela mulher (Wilma Dias) saindo de uma banana quando um macaco a abria. Inicialmente, ela aparecia de biquíni, mas a censura da governo militar fez a abertura ser refeita com um comportado maiô.
O diretor Paulo Araújo é conhecido do público por suas participações em novelas de sucesso como Irmãos Coragem e O Homem que Deve Morrer (ambas de Janete Clair) e, principalmente, por causa do seriado A Grande Família, no qual interpretou Agostinho, o genro.
Os macacos Sócrates e Charles que apareciam no programa eram feitos por Orival Pessini, com máscaras especiais de sua propriedade. As máscaras de Pessini são feitas de látex e argila. O ator depois continuaria seu trabalho com novos personagens e outras máscaras, em outros programas humorísticos e infantis, sendo desses os mais famosos Patropi, Ranulpho Pereira, Juvenal e Fofão.